# Каталония (дем Катерини)
 Тази статия е за селото в Егейска Македония.  За автономната област в Испания, вижте Каталония.  
Каталония (на гръцки: Καταλώνια) е село в Северна Гърция, в дем Катерини, област Централна Македония.

## География
Селото е разположено на 390 m надморска височина, на около 21 km северозападно от град Катерини в подножието на планината Голен (Колона).

## История
Селото е бежанско, основано след 1928 година. До 1935 година е част от Берска епархия и община Коково, а на 16 юли 1936 година е включен в Катеринска епархия.
| Име     | Име       | Ново име   | Ново име   | Описание                                         |
| ------- | --------- | ---------- | ---------- | ------------------------------------------------ |
| Мочара  | Μοτσάρα   | Потистрес  | Ποτίστρες  | връх на СЗ от Каталония (952 m)                  |
| Изворос | Ισβορος   | Архангелос | Άρχάγγελος |                                                  |
| Богдана | Μπογκτάνα | Панорама   | Πανόραμα   |                                                  |
| Бейлик  | Μπεηλίκι  | Елия       | Έληά       | местност ЮИ от Каталония и СЗ от Токсо (Курсова) |
| Ронгия  | Ρόγγια    | Лимери     | Λημέρι     | възвишение на С от Каталония (371 m)             |

Основен поминък на жителите е отглеждането на жито, картофи и добитък.
| Година    | 1913 | 1920 | 1928 | 1940 | 1951 | 1961 | 1971 | 1981 | 1991 | 2001 | 2011 | 2021 |
| --------- | ---- | ---- | ---- | ---- | ---- | ---- | ---- | ---- | ---- | ---- | ---- | ---- |
| Население |      |      |      | 233  | 425  | 574  | 603  | 559  | 484  | 472  | 396  | 324  |